# 아르킬로코스

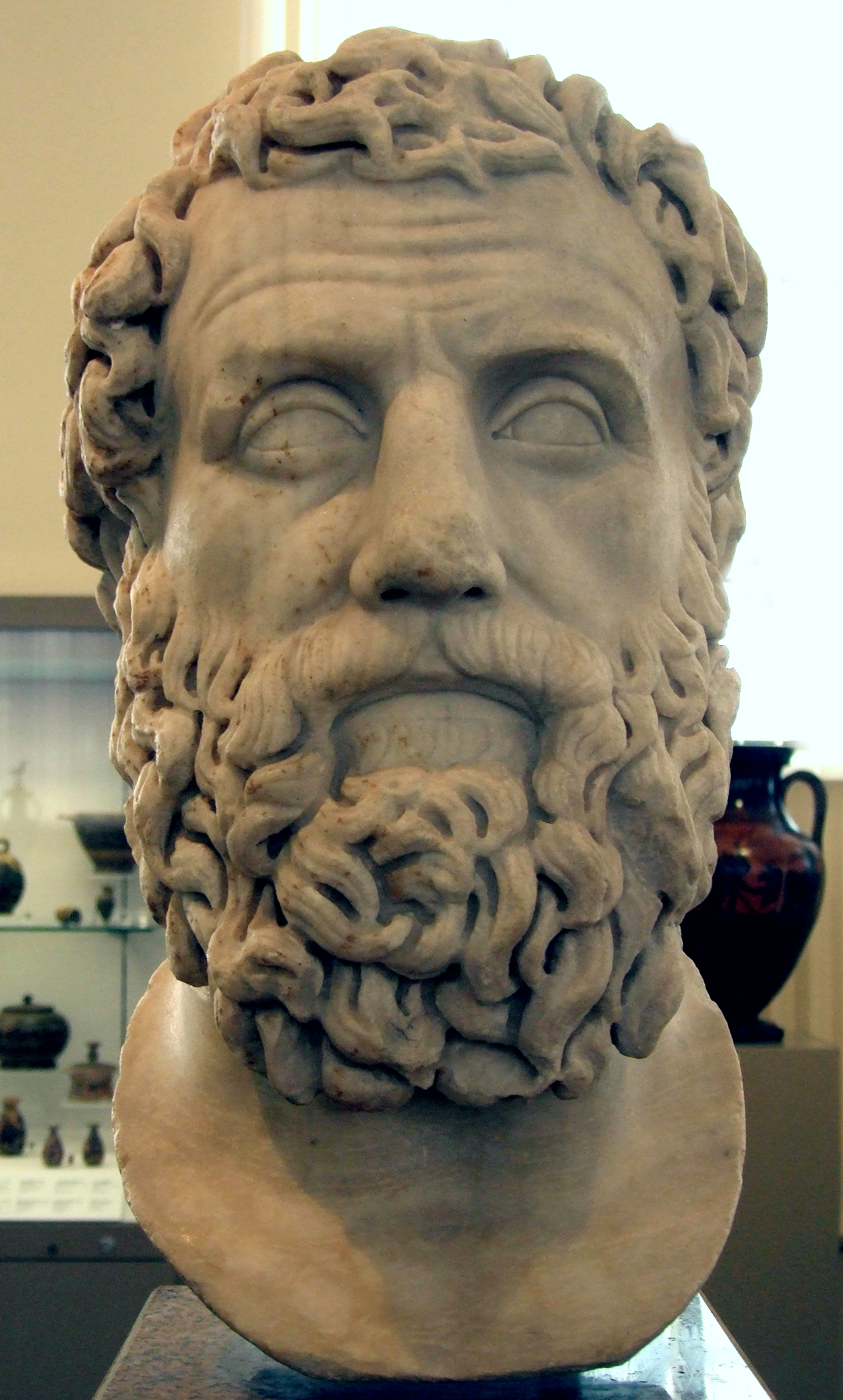

아르킬로코스(그리스어: Ἀρχίλοχος, 기원전 680년 ~ 기원전 645년)는 기원전 7세기 초엽에 활약한 그리스 파로스 태생의 전사·시인이다. 그는 처음으로 전설 세계에서 나와 자유로운 개인으로서 인생의 문제와 고뇌에 관해 읊었다. 형식도 내용에 맞게 엘레게이아나 이암보스가 채택되어 더러는 호방하고 신랄하게 어떤 경우에는 유머를 섞어서 신변 이야기를 노래했다. 주연에 흥을 돋우기 위해 피리에 맞춰 '창 하나만을 믿고 살아가는' 자신의 신세를 노래하거나 영웅적 몸가짐에서 벗어난 자신을 유머와 함께 읊은'방패의 노래', 세속적 속박에서 떠나 자유로운 세계를 옹호하고 인생의 즐거움을 읊은 노래, 우화를 얘기하며 동료 시민들의 사표(師表)로서 발언하고 충고하는 노래, 그리스 문자사상 처음으로 나타난 자신을 향한 자탄의 노래 등, 그의 시의 대부분은 개인적인 인상을 풍긴다. 그러나 그는 자기의 개성을 통해 객관적인 전 세계와 법칙을 표명하여 자기 자신 속에 대변시킨 시인이라 하겠다.